# Championnat de Hong Kong de football 2003-2004
Navigation
Saison précédente Saison suivante
La saison 2003-2004 du Championnat de Hong Kong de football est la cinquante-neuvième édition de la première division à Hong Kong, la First Division League. Elle regroupe, sous forme d'une poule unique, les dix meilleures équipes du pays qui se rencontrent deux fois, à domicile et à l'extérieur. En fin de saison, le dernier du classement est relégué et remplacé par le meilleur club de Second Division League, la deuxième division hongkongaise.
C'est le club de Sun Hei qui remporte le championnat cette saison après avoir terminé en tête du classement final, avec deux points d'avance sur l'un des promus, Kitchee SC et six sur le tenant du titre, Happy Valley AA. C'est le deuxième titre de champion de Hong Kong de l'histoire du club après celui remporté en 2002.
En plus des deux clubs promus de deuxième division, deux autres clubs sont intégrés au championnat cette saison : Nancheng Real Estate FC, un club nouvellement créé dans la province chinoise de Guangdong et Sunray Cave FC, l'équipe réserve du club de Guangzhou Rizhiquan, pensionnaire de D3 chinoise.

## Clubs participants
- South China AA
- Xiangxue Pharmaceutical FC
- Fukien FC
- Happy Valley AA
- Sunray Cave FC
- Fire Services FC - Promu de D2
- Kitchee SC - Promu de D2
- Sun Hei
- Buler Rangers
- Nancheng Real Estate FC

## Compétition
Le barème de points servant à établir les classements se décompose ainsi :
- Victoire : 3 points
- Match nul : 1 point
- Défaite : 0 point

### Classement
| Rang | Équipe                     | Pts | J  | G  | N | P  | Bp | Bc | Diff |
| ---- | -------------------------- | --- | -- | -- | - | -- | -- | -- | ---- |
| 1    | Sun Hei                    | 44  | 18 | 14 | 2 | 2  | 47 | 18 | +29  |
| 2    | Kitchee SCP                | 42  | 18 | 14 | 0 | 4  | 43 | 19 | +24  |
| 3    | Happy Valley AA'T'C        | 38  | 18 | 12 | 2 | 4  | 42 | 23 | +19  |
| 4    | Buler Rangers              | 27  | 18 | 9  | 0 | 9  | 32 | 28 | +4   |
| 5    | Xiangxue Pharmaceutical FC | 22  | 18 | 6  | 4 | 8  | 28 | 26 | +2   |
| 6    | Nancheng Real Estate FC    | 20  | 18 | 5  | 5 | 8  | 25 | 31 | -6   |
| 7    | South China AA             | 20  | 18 | 5  | 5 | 8  | 21 | 28 | -7   |
| 8    | Fukien FC                  | 18  | 18 | 5  | 3 | 10 | 17 | 31 | -14  |
| 9    | Sunray Cave FC             | 15  | 18 | 3  | 6 | 9  | 14 | 32 | -18  |
| 10   | Fire Services FCP          | 6   | 18 | 1  | 3 | 14 | 14 | 53 | -39  |

|  | Qualification pour la Coupe de l'AFC 2005                                                 |
|  | Relégation directe en deuxième division                                                   |
|  | Retrait du championnat en fin de saison                                                   |
|  | T : Tenant du titre C : Vainqueur de la Coupe de Hong Kong P : Promu de deuxième division |

## Bilan de la saison
| Championnat de Hong Kong de football 2003-2004 |                                   |
| Champion                                       | Sun Hei (2e titre)                |
| Coupes et trophées                             |                                   |
| Vainqueur de la Coupe de Hong Kong 2003-2004   | Happy Valley AA                   |
| Qualifications continentales                   |                                   |
| Coupe de l'AFC 2005                            | Sun Hei                           |
| Coupe de l'AFC 2005                            | Happy Valley AA                   |
| Promotions et relégations                      |                                   |
| Promus en First Division League                | Citizen AA                        |
| Relégués en Second Division League             | Fire Services FC                  |
| Relégués en Second Division League             | Nancheng Real Estate FC (retrait) |